# Tatjana Kazankina
Tatjana Kazankina (ros. Татьяна Васильевна Казанкина; ur. 17 grudnia 1951 w Pietrowsku) – lekkoatletka ZSRR.
Dokonała rzadkiego wyczynu zdobywając podczas igrzysk w Montrealu (1976) dwa złote medale - na 800 i 1500 m. Tytuł mistrzyni olimpijskiej na 1500 m obroniła cztery lata później, w Moskwie. Zdobyła też brązowy medal mistrzostw świata w Helsinkach (1983) na 3000 m i złoty medal na tym samym dystansie podczas Zawodów Przyjaźni w 1984, zorganizowanych w wyniku bojkotu igrzysk w Los Angeles.
7-krotnie ustanawiała rekordy świata: na 800 m (1:54.9 w 1976), 3-krotnie na 1500 m (do 3:52.47 w 1980, 10. wynik w historii światowej lekkoatletyki, do 2019 rekord Europy), na 3000 m (8:22.62 w 1984) oraz na 2000 m (5:28.72 w 1984) i w sztafecie 4 × 800 m (7:52.4 w 1976). Rekordy na 1500 i 3000 m przetrwały 13 lat.
We wrześniu 1984 odmówiła poddania się badaniom antydopingowym, za co otrzymała karę 18 miesięcy dyskwalifikacji (po której nie wznowiła już kariery).
Jej mężem jest medalista olimpijski w trójskoku Aleksandr Kowalenko.